# Andrea Tillmanns
Andrea Tillmanns (* 30. Oktober 1972 in Grevenbroich) ist eine deutsche Schriftstellerin.

## Leben
Andrea Tillmanns lebt in Spenge. Ihre Erzählungen und Kurzgeschichten enthalten häufig märchenhafte, phantastische Elemente, viele spielen auch in Fantasy- oder Science-Fiction-Welten. Außerdem verfasst sie Kindergeschichten, Erzählungen aus dem Alltag, Krimis sowie Lyrik. Ihre Texte sind in Anthologien, Zeitungen, Zeitschriften, TV, Hörfunk und anderen Medien veröffentlicht worden.
Die promovierte Physikerin ist hauptberuflich als Professorin für Physik, Messtechnik und Textile Technologien an der Fachhochschule Bielefeld tätig. Ihre wissenschaftlichen Veröffentlichungen erscheinen seit ihrer Heirat im Jahr 2010 unter dem Namen Andrea Ehrmann.

## Werke

### Romane
- Der eiserne Thron (gem. mit Heidrun Jänchen, Christian Savoy), Storyolympiade 2003
- Erik im Land der Drachen (Phantastik für Kinder ab 8), Iatros Verlag 2008
- Hinter den Schatten (dunkle Phantastik), Hary-Production 2009
- Tod im Wasser (Aachen-Krimi), Wartberg Verlag 2009
- Die Jagd nach der römischen Formel (Kinderkrimi), Crago-Verlag 2010
- Lena lernt zaubern (Phantastik für Kinder ab 7), Iatros Verlag 2011
- Das magische Trio - Geister im alten Gemäuer (Grusel für Mädchen ab 10), Südpol Verlag 2013
- Der Tote am Zülpicher See (Eifelkrimi), Wurdack Verlag 2013
- Der kleine Troll kehrt heim (Phantastik für Kinder ab 8), Iatros Verlag 2014
- Mathilda tanzt (Aachen-Krimi), KSB Media 2014
- Mörderische Saitensprünge (Eifelkrimi), Wurdack Verlag 2014
- Das Glück wohnt gleich nebenan (Frauenroman), Ulrich-Burger-Verlag 2014
- Wo liegt denn nun die Leiche? (Eifelkrimi), Wurdack Verlag 2015
- Julia Jäger und die Macht der Magie (Jugend-Mystery-Roman), O’Connell Press 2015
- Weltenschlüssel 1: Mit den Eulen fliegen (Jugend-Fantasy-Roman), Saphir im Stahl, 2015
- Julia Jäger und die Legende des Lichts (Jugend-Mystery-Roman), O’Connell Press 2016
- Tod im Wald der Engel (Niederrhein-Krimi), Droste Verlag 2017
- Julia Jäger und die Welt der Wächter. (Jugend-Mystery-Roman), O’Connell Press 2018

### Andere Genres
- Der dritte Armreif (Kurzgeschichtensammlung), Crago-Verlag 2005
- Der kleine Igel Muki (Kindergeschichten, mit Vera Klee), Wurdack-Verlag 2005
- Aachener Ansichten (Lyrik und Fotos), 2006
- Drachenfeuer (Kurzgeschichtensammlung), Crago-Verlag 2006
- Tiere rund um unser Haus (Kindergarten-Praxisbuch, mit Vera Klee), Dreieck-Verlag 2007
- Talivan (Kurzgeschichtensammlung), Ulrich-Burger-Verlag 2009
- Floßfahrt, Wippe und Regenbogen (Kindergarten-Praxisbuch), Dreieck-Verlag 2011
- Der kleine dicke Pinguin (Kindergeschichten), Iatros Verlag 2012
- Was krabbelt, summt und fliegt denn da? (Kindergarten-Praxisbuch), Edition Dreieck im Mellinger Verlag 2012
- Mimis Krimis (Aachen-Kurzkrimis), Wurdack Verlag 2014
- Hüpfe, springe, spiele, singe! (Kindergarten-Praxisbuch), Edition Dreieck im Mellinger Verlag 2015
- Fünf Wege zum Grauen (Grusel-Erzählungen), CreateSpace 2015

### Als Herausgeberin
Mit Petra Hartmann: Mit Klinge und Feder (Fantasy), Ulrich Burger Verlag 2013. ISBN 978-3-943378-07-8

### E-Books
- Mimis Krimis #1: Mimi und das gestohlene Foto / Mimi und das chinesische Rätsel, Satzweiss 2012 (Krimi-Kurzgeschichten)
- Mimis Krimis #2: Mimi und die tote Katze / Mimi und der Sängerwettstreit, Satzweiss 2012 (Krimi-Kurzgeschichten)
- Mimis Krimis #3: Mimi und die fehlenden Spuren / Mimi und der Hund im Wald, Satzweiss 2012 (Krimi-Kurzgeschichten)
- Im Schatten der Medaille #1: Revanche, Satzweiss 2012
- Talivan (Kurzgeschichtensammlung), Ulrich-Burger-Verlag 2012
- Ziemlich Böse Nachtgeschichten #1: Jagd durch die Nacht, Chichili Agency 2012 (Horror-Story)
- Ziemlich Böse Nachtgeschichten #2: Im Reich der Dunkelheit, Chichili Agency 2012 (Horror-Story)
- Ziemlich Böse Nachtgeschichten #3: Das Labyrinth im Wald, Chichili Agency 2012 (Horror-Story)
- Ziemlich Böse Nachtgeschichten #4: Geisterstunde, Chichili Agency 2012 (Horror-Story)
- Schockstarre # 16: Alle Töne von Rot, Chichili Agency 2013 (Horror-Storys)
- Der Tote am Zülpicher See (Eifelkrimi), Wurdack Verlag 2013
- Schockstarre # 19: Zauberkasten, Chichili Agency 2013 (Horror-Storys)
- Schockstarre # 20: Der Wundergeiger, Chichili Agency 2013 (Horror-Storys)